# 旧新家家住宅
旧新家家住宅（きゅうあらやけじゅうたく）は、石川県加賀市大聖寺関町にある近代和風住宅の伝統的建造物。加賀市指定有形文化財。主屋や離れ屋敷「鴻玉荘」などで構成されている。2021年9月19日から観光文化施設「大聖寺鴻玉荘」として活用されている。

## 構成
大同工業の創業家である新家家の元邸宅で、北国街道に面しており、主屋と離れ座敷の「鴻玉荘」、茶室の「龍崖庵」、土蔵、小屋、東塀及び裏門など歴史的建物と庭園で構成される。2010年に新家家が加賀市に寄付され、2013年（平成25年）7月23日に加賀市指定有形文化財に指定。2019年度から再整備が行われた。

### 主屋
主屋は1925年（大正14年）築の木造二階建て、入母屋造妻入り赤瓦葺きで、当初は料亭として用いられていた料亭建築である。改装後は住居として使用されていた。繊維産業で栄えた大聖寺には多くの料亭があったとされるが、現存が確認できるはこの建物のみで、大聖寺料亭文化と江戸時代の茶屋文化を結びつける貴重な遺構とされている。

### 鴻玉荘
離れ座敷の鴻玉荘は、1945年（昭和20年）8月着工、1947年（昭和22年）竣工の木造二階建て。屋根は三方に入母屋の妻があり、赤瓦葺き、一部銅板葺きである。第二次世界大戦直後、物資が少ない中でも良質な材料を揃えて建てられたが、戦後職を失っていた職人達の失業補償のため建てられたと伝えられている。そのため細部まで高度な伝統建築技術を用いた数奇屋建築となっており、数寄屋建築の高い技術力を伝える建物として評価されている。

## 大聖寺鴻玉荘
旧新家家住宅は2021年9月19日から観光文化施設「大聖寺鴻玉荘」として活用されている。離れ座敷の鴻玉荘はもっぱら建物の鑑賞とし、主屋で歴史資料を展示している。
- 所在地：石川県加賀市大聖寺関町2−１
- 開館時間：土曜日及び日曜日10:00～16:00（入館は15:30まで）